# Брег-при-Кочев'ю
Брег-при-Кочев'ю (словен. Breg pri Kočevju) — поселення в общині Кочев'є, регіон Південно-Східна Словенія, Словенія. Висота над рівнем моря: 465,7 м.